# Atheta kisumuensis
Atheta kisumuensis – gatunek chrząszcza z rodziny kusakowatych i podrodziny rydzenic.
Gatunek ten opisał po raz pierwszy w 1995 roku Roberto Pace na łamach „Revue suisse de Zoologie”. Jako lokalizację typową wskazano Kaimosi na północnym wschodzie kenijskiego hrabstwa Kisumu.
Chrząszcz o słabo błyszczącym, wydłużonym w zarysie ciele długości 1,7 mm. Głowa jest czarna, bardzo słabo siateczkowana, powierzchownie ziarenkowana. Czułki mają czarne ubarwienie. Czarne, słabiej niż u podobnej A. kiboshoana poprzeczne przedplecze jest wyraźnie ziarenkowane i pozbawione siateczkowania. Barwa odnóży jest rudożółta. Czarne pokrywy mają wyraźnie ziarenkowaną i pozbawioną siateczkowania powierzchnię. Czarny odwłok jest lekko siateczkowany i wyraźnie ziarenkowany. Genitalia samicy mają spermatekę podobną do tej u A. kiboshoana, ale o  bardzo głębokim wierzchołkowym wpukleniu części odsiebnej.
Owad afrotropikalny, znany wyłącznie z Kenii. Spotkany na rzędnych 1650 m n.p.m.